# Колдспрінг (Нью-Йорк)
Колдспрінг (англ. Coldspring) — місто (англ. town) в США, в окрузі Каттарогус штату Нью-Йорк. Населення — 658 осіб (2020).

## Демографія
Згідно з переписом 2010 року, у місті мешкали 663 особи в 278 домогосподарствах у складі 180 родин. Було 374 помешкання
Расовий склад населення:
| - 96,7 % — білих - 2,1 % — корінних американців - 0,3 % — чорних або афроамериканців |

До двох чи більше рас належало 0,8 %. Частка іспаномовних становила 1,1 % від усіх жителів.
За віковим діапазоном населення розподілялося таким чином: 20,4 % — особи молодші 18 років, 63,5 % — особи у віці 18—64 років, 16,1 % — особи у віці 65 років та старші. Медіана віку мешканця становила 44,8 року. На 100 осіб жіночої статі у місті припадало 108,5 чоловіків;  на 100 жінок у віці від 18 років та старших — 102,3 чоловіків також старших 18 років.
Середній дохід на одне домашнє господарство  становив 67 711 долар США (медіана — 45 156), а середній дохід на одну сім'ю — 61 467 доларів (медіана — 50 536). Медіана доходів становила 35 250 доларів для чоловіків та 33 750 доларів для жінок. За межею бідності перебувало 16,9 % осіб, у тому числі 21,8 % дітей у віці до 18 років та 8,0 % осіб у віці 65 років та старших.
Цивільне працевлаштоване населення становило 326 осіб. Основні галузі зайнятості: освіта, охорона здоров'я та соціальна допомога — 19,0 %, виробництво — 16,6 %, будівництво — 8,9 %, публічна адміністрація — 8,6 %.